# Monte Gradiccioli
Il Monte Gradiccioli è una montagna delle Prealpi Luganesi alta 1.936 m s.l.m. I suoi versanti scendono su tre vallate: a sud verso il Malcantone, a est verso la Valle del Vedeggio e a ovest verso la Val Veddasca. A nord invece si congiunge alla vetta del Monte Tamaro che lo sovrasta di qualche metro.

## Descrizione
Il monte è facilmente raggiungibile dal paese di Arosio, nel Malcantone. Una mulattiera ben segnata conduce ad un passo di montagna denominato "Bassa di Arosio (1.367 m)" in poco più di un'ora di cammino. Dal passo si segue la cresta nord-est fino in vetta. Solo in inverno, con neve abbondante o ghiaccio, la cresta può essere pericolosa, essendo abbastanza ripida. Sono consigliabili in questo caso le ciaspole o i ramponi. Il monte si raggiunge anche effettuando la traversata Monte Lema-Monte Tamaro, molto conosciuta e frequentata nel Canton Ticino.
Dalle sue pendici nasce il fiume Magliasina che scorre nel Malcantone e dal suo versante est sgorgano ricche sorgenti che la città di Lugano ha sfruttato sin dagli inizi del secolo scorso, questo versante a differenza degli altri due erbosi, è ricoperto da una ricca foresta di conifere, frutto di una piantagione effettuata dalla città di Lugano a protezione delle sorgenti che portano il nome Cusello.